# David Miguel de Souza Arcanjo
David Miguel de Souza Arcanjo (Recife, 11 marzo 2007) è un calciatore brasiliano, centrocampista del Cuiabá.

## Carriera
David Miguel è cresciuto nel settore giovanile del Santa Cruz e nel gennaio del 2024 è stato ceduto in prestito con opzione al Cuiabá. Ha fatto il suo esordio nel calcio professionistico il 20 novembre 2024 nell'incontro di Série A perso 2-1 contro il Flamengo.

## Statistiche

### Presenze e reti nei club
Statistiche aggiornate all'8 dicembre 2024.
| Stagione        | Squadra         | Campionato      | Campionato | Campionato | Coppe nazionali | Coppe nazionali | Coppe nazionali | Coppe continentali | Coppe continentali | Coppe continentali | Altre coppe | Altre coppe | Altre coppe | Totale | Totale | Totale |
| Stagione        | Squadra         | Comp            | Pres       | Reti       | Comp            | Pres            | Reti            | Comp               | Pres               | Reti               | Comp        | Pres        | Reti        | Pres   | Reti   |        |
| --------------- | --------------- | --------------- | ---------- | ---------- | --------------- | --------------- | --------------- | ------------------ | ------------------ | ------------------ | ----------- | ----------- | ----------- | ------ | ------ | ------ |
| 2024            | Cuiabá          | PD/MT+A         | 0+5        | 0          | CB              | 0               | 0               | CS                 | 0                  | 0                  | CV          | 0           | 0           | 5      | 0      |        |
| Totale carriera | Totale carriera | Totale carriera | 5          | 0          |                 | 0               | 0               |                    | 0                  | 0                  |             | 0           | 0           | 5      | 0      |        |

## Palmarès

### Club

#### Competizioni statali
- Campionato Matogrossense: 2

Cuiabá: 2024